# Dlhoňa
Dlhoňa – wieś na Słowacji w kraju preszowskim, powiecie Svidník. Dlhoňa położona jest w historycznym kraju Szarysz na szlaku handlowym z Węgier do Polski. Pierwsze wzmianki o wsi pochodzą z roku 1618.